# ウェズ・フーラハン
ウェズリー・フーラハン（Wesley Hoolahan、1982年5月20日 - ）は、アイルランド・ダブリン出身の元サッカー選手。現役時代のポジションは、攻撃的ミッドフィールダー。

## 経歴
母国アイルランドのシェルボーンでデビュー。スコットランドのリヴィングストン、ブラックプールを経て、2008年にノリッジ・シティへ加入した。
身長は168cmとかなり小柄で、ノリッジでは主にグラント・ホルト等のセンターフォワードの背後で起用される。スペイン人の様なテクニックを持つ左利きのプレイメイカーであり、ESPNのリチャード・ジョリーは彼を「ノーフォークのサンティ・カソルラ」と呼んだ。ノリッジのベスト・ミッドフィールダーと認知される一方でアイルランド代表チームとは縁が薄かったが、2016年のEUROではトップ下で攻撃を操るチームのキープレイヤーとなり、同年6月13日のスウェーデン戦（1対1の引き分け）で主要国際大会初得点となるゴールを記録。この試合のマン・オブ・ザ・マッチに選ばれた。
2018年6月末、ノリッジ・シティを契約満了で退団し、2018年9月14日にウェスト・ブロムウィッチ・アルビオンFCに2019年1月までの短期契約で加入した。後に2018-2019シーズン終了まで契約が延長されたが、シーズン終了後契約満了に伴い退団した。
その後プレシーズン期間はEFLリーグ2所属のケンブリッジ・ユナイテッドFCと共にトレーニングを行い、8月にAリーグのニューカッスル・ユナイテッド・ジェッツFCへ2020年6月までの1年契約で加入した。
2020年7月28日、ケンブリッジ・ユナイテッドFCへ1年契約で加入した。

## 代表歴
- 2008年5月29日 - A代表初出場（親善試合） - コロンビア代表戦（クレイヴン・コテージ）[13]
- 2013年2月6日 - A代表初得点（親善試合） - ポーランド代表戦（アビバ・スタジアム）

## 個人成績
| クラブ                   | シーズン  | リーグ                         | リーグ | リーグ | FAカップ | FAカップ | リーグカップ | リーグカップ | その他 | その他 | 合計 | 合計 |
| クラブ                   | シーズン  | リーグ                         | 出場   | 得点   | 出場     | 得点     | 出場         | 得点         | 出場   | 得点   | 出場 | 得点 |
| ------------------------ | --------- | ------------------------------ | ------ | ------ | -------- | -------- | ------------ | ------------ | ------ | ------ | ---- | ---- |
| リヴィングストン         | 2005-06   | スコティッシュ・プレミアリーグ | 16     | 0      | 2        | 0        | 1            | 0            | 0      | 0      | 19   | 0    |
| ブラックプール           | 2006-07   | リーグ1                        | 42     | 8      | 3        | 1        | 1            | 0            | 3      | 1      | 49   | 10   |
| ブラックプール           | 2007-08   | チャンピオンシップ             | 45     | 5      | 1        | 0        | 4            | 1            | 0      | 0      | 50   | 6    |
| ノリッジ・シティ         | 2008-09   | チャンピオンシップ             | 32     | 2      | 2        | 0        | 1            | 0            | 0      | 0      | 35   | 2    |
| ノリッジ・シティ         | 2009-10   | リーグ1                        | 37     | 11     | 2        | 1        | 2            | 2            | 1      | 0      | 42   | 14   |
| ノリッジ・シティ         | 2010-11   | チャンピオンシップ             | 41     | 10     | 1        | 0        | 2            | 0            | 0      | 0      | 44   | 10   |
| ノリッジ・シティ         | 2011-12   | プレミアリーグ                 | 33     | 4      | 3        | 1        | 1            | 0            | 0      | 0      | 37   | 5    |
| ノリッジ・シティ         | 2012-13   | プレミアリーグ                 | 33     | 3      | 1        | 0        | 2            | 1            | 0      | 0      | 36   | 4    |
| ノリッジ・シティ         | 2013-14   | プレミアリーグ                 | 16     | 1      | 0        | 0        | 3            | 0            | 0      | 0      | 19   | 1    |
| ノリッジ・シティ         | 2014-15   | チャンピオンシップ             | 36     | 4      | 1        | 0        | 0            | 0            | 3      | 1      | 40   | 5    |
| ノリッジ・シティ         | 2015-2016 | プレミアリーグ                 | 30     | 4      | 0        | 0        | 2            | 0            | 0      | 0      | 32   | 4    |
| ノリッジ・シティ         | 2016-17   | チャンピオンシップ             | 33     | 7      | 0        | 0        | 0            | 0            | 0      | 0      | 33   | 7    |
| ノリッジ・シティ         | 2017-18   | チャンピオンシップ             | 29     | 1      | 1        | 0        | 0            | 0            | 4      | 1      | 34   | 2    |
| WBA                      | 2018-19   | チャンピオンシップ             | 6      | 0      | 3        | 0        | 0            | 0            | 5      | 2      | 14   | 2    |
| ニューカッスル・ジェッツ | 2019-2020 | Aリーグ                        | 5      | 0      | 0        | 0        | 0            | 0            | 1      | 0      | 6    | 0    |

## 獲得タイトル
- 2003年 PFAI（アイルランドプロサッカー選手協会）ベストヤングプレーヤー
- 2007年 フットボールリーグ1 ベストイレブン
- 2010年 フットボールリーグ1 ベストイレブン
- 2011年 フットボールリーグ・チャンピオンシップ ベストイレブン